# Paraethecerus
Paraethecerus är ett eller två släkten av insekter som antingen ingår i familjen brokparasitsteklar eller i familjen långhorningar.
Släktet innehåller bara arten Paraethecerus elongatus (brokparasitsteklar) eller arten Paraëthecerus sexmaculatus (långhorningar).